# The Logic Factory
The Logic Factory est un studio de développement de jeux vidéo fondé en 1993. 

## Ludographie
- 1995 : Ascendancy
- 1997 : The Tone Rebellion
- NC : Seeker
- NC : Ascendancy 2